# Bursa Büyükşehir Belediye Spor Kulübü 2021-2022 (pallavolo maschile)
Questa voce raccoglie le informazioni riguardanti il Bursa Büyükşehir Belediye Spor Kulübü nelle competizioni ufficiali della stagione 2021-2022.

## Stagione
Il Bursa Büyükşehir Belediye Spor Kulübü partecipa alla stagione 2021-22 senza alcuna denominazione sponsorizzata.
Chiude la regular season di Efeler Ligi al settimo posto, qualificandosi ai play-off per il quinto posto: sconfitto in semifinale, perde anche la finale per il settimo posto contro lo Spor Toto, ottenendo un ottavo posto finale; in Coppa di Turchia, invece, non supera la fase a gironi.

## Organigramma societario
Area direttiva
- Presidente: Alinur Aktaş

Area tecnica
- Allenatore: Levent Zoroğlu (fino a dicembre[4]), Bora Şensoy (da dicembre[4])
- Allenatore in seconda: Hakan Çolpan
- Scoutman: Mustafa Ak

## Rosa
| N° | Nome             | Ruolo | Data di nascita   | Nazionalità sportiva |
| -- | ---------------- | ----- | ----------------- | -------------------- |
| 1  | Ahmet Karataş    | L     | 31 marzo 1991     | Turchia              |
| 2  | Geraldo da Silva | O     | 3 giugno 1990     | Brasile              |
| 2  | Matheus Krauchuk | O     | 4 novembre 1997   | Brasile              |
| 3  | Murilo Radke     | P     | 31 gennaio 1989   | Brasile              |
| 4  | Serhat Uzun      | C     | 15 novembre 2001  | Turchia              |
| 5  | Burhan Zorluer   | S     | 30 luglio 1996    | Turchia              |
| 7  | Efe Er           | S     | 29 ottobre 1997   | Turchia              |
| 8  | Gökhan Gökgöz    | S     | 6 gennaio 1993    | Turchia              |
| 9  | Uğur Güneş       | C     | 11 agosto 1993    | Turchia              |
| 10 | Caner Çiçekoğlu  | P     | 11 maggio 1985    | Turchia              |
| 11 | Umut Özdemir     | L     | 1º settembre 1991 | Turchia              |
| 12 | Fatih Uğur       | C     | 1º gennaio 1990   | Turchia              |
| 13 | Burakhan Tosun   | C     | 17 gennaio 1998   | Turchia              |
| 16 | Berk Dilmenler   | S     | 29 luglio 2004    | Turchia              |
| 17 | Berkün Üstündağ  | P     | 4 giugno 2001     | Turchia              |
| 18 | Dmitrii Bahov    | S     | 23 ottobre 1990   | Moldavia             |

## Statistiche

### Statistiche di squadra
| Competizione     | Punti | In casa | In casa | In casa | In trasferta | In trasferta | In trasferta | Totale | Totale | Totale |
| Competizione     | Punti | G       | V       | P       | G            | V            | P            | G      | V      | P      |
| ---------------- | ----- | ------- | ------- | ------- | ------------ | ------------ | ------------ | ------ | ------ | ------ |
| Efeler Ligi      | 34    | 15      | 8       | 7       | 17           | 4            | 13           | 32     | 12     | 20     |
| Coppa di Turchia | 5     | 0       | 0       | 0       | 0            | 0            | 0            | 3      | 2      | 1      |
| Totale           | -     | 15      | 8       | 7       | 17           | 4            | 13           | 35     | 14     | 21     |

G = partite giocate; V = partite vinte; P = partite perse

### Statistiche dei giocatori
| Giocatore    | Campionato | Campionato | Campionato | Campionato | Campionato | Coppa di Turchia | Coppa di Turchia | Coppa di Turchia | Coppa di Turchia | Coppa di Turchia | Totale | Totale | Totale | Totale | Totale |
| Giocatore    | P          | PT         | AV         | MV         | BV         | P                | PT               | AV               | MV               | BV               | P      | PT     | AV     | MV     | BV     |
| ------------ | ---------- | ---------- | ---------- | ---------- | ---------- | ---------------- | ---------------- | ---------------- | ---------------- | ---------------- | ------ | ------ | ------ | ------ | ------ |
| D. Bahov     | 31         | 399        | 342        | 26         | 31         | 4                | 49               | 44               | 3                | 2                | 35     | 448    | 386    | 29     | 33     |
| C. Çiçekoğlu | 12         | 30         | 10         | 8          | 12         | 3                | 11               | 5                | 2                | 4                | 15     | 41     | 15     | 10     | 16     |
| G. da Silva  | 13         | 198        | 176        | 13         | 9          | 3                | 50               | 43               | 5                | 2                | 16     | 248    | 219    | 18     | 11     |
| B. Dilmenler | 19         | 49         | 39         | 8          | 2          | 2                | 9                | 8                | 1                | 0                | 21     | 58     | 47     | 9      | 2      |
| E. Er        | 23         | 6          | 3          | 1          | 2          | 0                | 0                | 0                | 0                | 0                | 23     | 6      | 3      | 1      | 2      |
| G. Gökgöz    | 31         | 355        | 289        | 41         | 25         | 3                | 50               | 29               | 4                | 7                | 34     | 405    | 318    | 45     | 32     |
| U. Güneş     | 15         | 53         | 36         | 11         | 6          | 3                | 11               | 10               | 1                | 0                | 18     | 64     | 46     | 12     | 6      |
| A. Karataş   | 31         | 0          | 0          | 0          | 0          | 3                | 0                | 0                | 0                | 0                | 34     | 0      | 0      | 0      | 0      |
| M. Krauchuk  | 16         | 221        | 185        | 24         | 12         | -                | -                | -                | -                | -                | 16     | 221    | 185    | 24     | 12     |
| U. Özdemir   | 30         | 0          | 0          | 0          | 0          | 2                | 0                | 0                | 0                | 0                | 32     | 0      | 0      | 0      | 0      |
| M. Radke     | 19         | 56         | 29         | 10         | 17         | -                | -                | -                | -                | -                | 19     | 56     | 29     | 10     | 17     |
| B. Tosun     | 28         | 210        | 132        | 56         | 22         | 3                | 26               | 12               | 10               | 4                | 31     | 236    | 144    | 66     | 26     |
| F. Uğur      | 27         | 162        | 96         | 58         | 8          | 0                | 0                | 0                | 0                | 0                | 27     | 162    | 96     | 58     | 8      |
| B. Üstündağ  | 17         | 4          | 2          | 1          | 1          | 1                | 0                | 0                | 0                | 0                | 18     | 4      | 2      | 1      | 1      |
| S. Uzun      | 10         | 20         | 14         | 5          | 1          | 2                | 0                | 0                | 0                | 0                | 12     | 20     | 14     | 5      | 1      |
| B. Zorluer   | 19         | 105        | 88         | 8          | 9          | 0                | 0                | 0                | 0                | 0                | 19     | 105    | 88     | 8      | 9      |

P = presenze; PT = punti totali; AV = attacchi vincenti; MV = muri vincenti; BV = battute vincenti